# Аркус синус хиперболични
Аркус синус хиперболични је непарна, монотоно растућа функција, чији домен и кодомен припадају (-∞,∞). Дефинише се као:
{\displaystyle \operatorname {arcsinh} \;x=\operatorname {sinh} ^{-1}x=\log \left(x+{\sqrt {x^{2}+1}}\right)}
Функција има један превој у нули, у кога улази под угом од π/4. Нема асимптота.